# 圣叙尔皮斯德格兰布维尔
圣叙尔皮斯-德格兰布维尔（法語：Saint-Sulpice-de-Grimbouville，法語發音：[sɛ̃ sylpis də ɡʁɛ̃buvil]）是法国厄尔省的一个市镇，属于贝尔奈区。

## 地理
圣叙尔皮斯-德格兰布维尔（49°22'37"N, 0°26'47"E）面积4.32 平方千米，位于法国诺曼底大区厄尔省，该省份为法国北部内陆省份，北起滨海塞纳省，西接奧恩省和卡爾瓦多斯省，南至厄尔-卢瓦省，东临瓦兹省、瓦兹河谷省和伊夫林省。

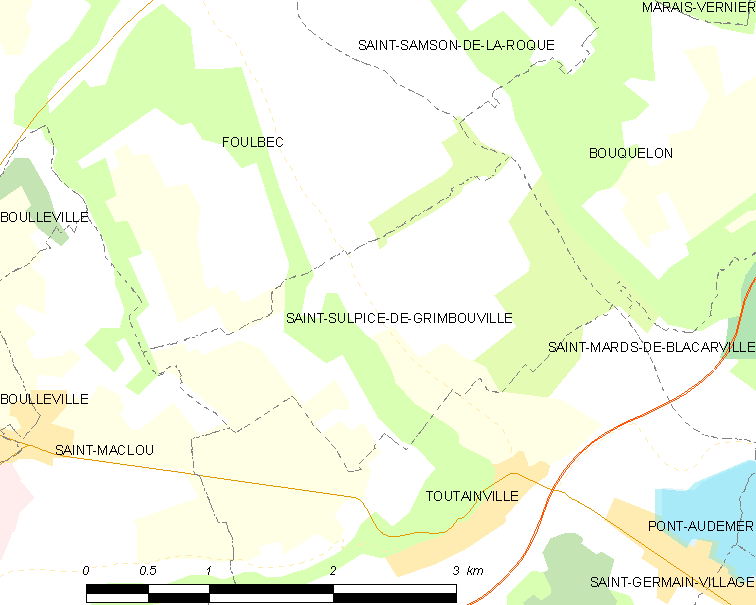
圣叙尔皮斯-德格兰布维尔的OSM定位图

圣叙尔皮斯-德格兰布维尔的时区为UTC+01:00、UTC+02:00（夏令时）。

## 行政
圣叙尔皮斯-德格兰布维尔的邮政编码为27210，INSEE市镇编码为27604。

## 政治
圣叙尔皮斯-德格兰布维尔所属的省级选区为伯兹维尔县。

## 人口
圣叙尔皮斯-德格兰布维尔于2022年1月1日时的人口数量为156人。

1962-2008年间圣叙尔皮斯-德格兰布维尔人口变化图示